# Episodi di Rossella (prima stagione)

## Prima puntata
Fine '800. Rossella Andrei, secondogenita neanche ventenne del conte Pietro Andrei, proprietario di una grande fabbrica di Genova, si innamora di Giuliano Sallustio, un giornalista arrivato in Liguria da Napoli, che conosce dopo averlo quasi investito con la sua carrozza (dato che il cocchiere, per assecondare i suoi desideri, le aveva permesso di portare da sola il mezzo). I due cominciano a frequentarsi di nascosto, ma ad un ballo, il benestante tedesco Walter Jeger, chiede in sposa Rossella. La ragazza, che sa che questo matrimonio è molto voluto anche dal padre, gli confessa di essere innamorata di un giornalista. Mentre Paolina, sorella maggiore di Rossella, è offesa perché Jager non ha domandato a lei di sposarlo, Pietro è furioso, proibisce alla figlia di rivedere Giuliano, e le impone di sposare Walter, che potrebbe risollevare le sorti economiche della sua azienda. Giuliano, informato dalla sua amante delle volontà di Pietro, decide di scrivere un articolo su Jager, in cui lo offende apertamente (ma solo per amore). La Andrei, però, si arrabbia proprio con Sallustio per l'articolo, nonostante l'uomo volesse solo tirare dalla sua parte l'imprenditore, mentre Jager è colmo di rabbia per l'affronto. Decide, così, di combattere a duello con Giuliano, per il proprio onore, e per Rossella, che assiste nella speranza che sia il napoletano a vincere. Ma è Walter ad avere la meglio, spranado un colpo al petto di Giuliano. L'uomo si salva solo grazie alle cure di un nobile medico, in conte Riccardo Valeri, marito da anni della seducente Sophie. Ma Rossella, disperata, non vuole per niente al mondo rinunciare all'uomo che ama. Con l'aiuto di Paolina, che vuole divenire lei la moglie di Jager, scappa con Giuliano. Pietro è sconcertato per la fuga della figlia, ma, sotto consiglio di Cesare, suo fratello e procuratore del Re, uomo cupo e rigido, la ripudia per sempre, dicendo che lei è morta, come sua moglie Olimpia. Un altro segreto, però, si intravede all'orizzonte... Olimpia non è morta. Pietro la cacciò di casa dopo un tradimento, e da allora le sue "bambine" credono che lei sia morta, mentre la donna vive in un monastero, e la sua unica amica è Elvira, fedele governante e balia di casa Andrei, che le porta sempre notizie di Paolina e Rossella. Le riferisce così, che la minore delle due è scappata per amore. Saputo ciò, Olimpia esce dal monastero e va da Pietro, pregandolo di far tornare da sé Rossella, ma l'uomo è irremovibile. Nel frattempo, nelle campagne liguri, Rossella Andrei e Giuliano Sallustio si sposano. Al contempo, Riccardo e Sophie litigano per l'ultima volta, scegliendo di finire la loro storia pur restando, momentaneamente, sposati. Ad una festa organizzata proprio da Sophie, vengono invitati anche Rossella e Giuliano. La contessa Valeri, invidiosa della Andrei, felice e sposata con il suo amore, propone ad un suo amico Giuliano come persona che possa andare con lui in Africa, per una spedizione. Con stupore e gioia, Sallustio accetta l'offerta. Rossella, tanto innamorata, annuncia al marito la sua decisione di partire con lui.
- Ascolti Italia: Telespettatori 5.070.000 - share 20,22%

## Seconda puntata
Rossella è felice. sta per partire con Giuliano alla volta dell'Africa. Quando scopre di aspettare un bambino, però, decide di non partire, e per non far pesare questo fatto all'amato, non rivela a Sallustio la sua gravidanza. L'uomo, così, se ne va, senza sapere che tra meno di nove mesi diventerà padre. Per Rossella, purtroppo, ormai da sola, le cose si complicano. Viene sfrattata dalla casa dove viveva, derubata e costretta ad andare a stare nel quartiere più povero di Genova. Si trova, comunque, una compagnia. I suoi nuovi vicini di casa sono una famiglia in miseria, e la Andrei stringe un rapporto d'amicizia con Lucia, prima dei figli della gentile matriarca.
Nel frattempo, in Africa, la spedizione di Giuliano sembra stia giungendo al termine. Viene, infatti, sequestrato insieme a dei suoi compagni. Ma subito, si vende al suo rapitore, un benestante sovrano del posto, e si macchia di omicidio... Mentre De Roberti, il marchese amico di Sohpie e capo della missione, è voltato di spalle in groppa al suo cavallo, Giuliano Sallustio gli spara un colpo di fucile dritto alla schiena, che lo uccide sul colpo. Ora, proprio l'impensabile assassino prende "le redini" della spedizione, continuando il suo cammino con tutti gli altri. In Liguria Riccardo, il medico che da tempo aveva capito chi si nascondesse dietro la maschera da bravo ragazzo del giornalista meridionale, tornando a casa dopo una giornata di lavoro, trova Sophie a letto con un altro. Decide così, una volta per tutte, di chiudere con lei. Rossella, nel frattempo, aiuta la famiglia di vicini a ritirare giocate per il lotto clandestino dell'epoca, ma viene arrestata dai carabinieri. Olimpia, che ha trovato il coraggio di andare dalla figlia, scopre della sua prigionia in carcere. La donna, così, si reca dall'ex cognato, Cesare, chiedendogli di aiutare Rossella, essendo lui il procuratore del Re. Ma se Olimpia fa intendere a qualcosa di misterioso e oscura accaduto anni fa tra di loro, Andrei le mostra tutto il suo astio, finché non le svela, che la figlia verrà scagionata. Infatti è la legge che parla. Rossella è incinta, e non può restare in galera. In seguito, madre e figlia, dopo anni, si ricongiungono, decidendo di non lasciarsi mai più. Passano i mesi, e la giovane con sua mamma, assistono al matrimonio di Paolina con Walter Jager, tra le altre persone di classe bassa che vogliono solo guardare. Ma a Rossella si rompono le acque. Riccardo, invitato alle nozze, la salverà, facendo nascere una splendida bimba, che si chiamerà Angelica. In Africa, l'ormai crudele Giuliano fa un patto con l'imperatore che lo rapì prima, e con cui divenne amico poi. Sallustio e il nobile hanno un affare che riguarda la vendita di armi in atto, ma il giornalista vuole un anticipo di soldi, subito.
Il figlio di Cesare, il giovane Iacopo, torna dopo anni a Genova, e conosce l'amica della cugina, Lucia. Se ne innamora e con lei si fidanza, dopo una corte breve ma spietata!
- Ascolti Italia: Telespettatori 5.164.000 - share 19,12%

## Terza puntata
Rossella vive ancora nel quartiere più infimo di Genova, con la madre Olimpia e la figlioletta Angelica. Riccardo Valeri, è diventato il suo più grande amico e confidente. La ragazza sembra molto affascinata al mondo della medicina, che è quello del conte suo amico, tasnto che comincia a studiare e apre un ambulatorio per i più poveri proprio con Riccardo! Iacopo, cugino di Rossella e fidanzato di Lucia, torna per sposarla, ma scopre un'amara verità. La ragazza, per salvare i fratelli, è divenuta una prostituta, in un bordello locale. Iacopo vorrebbe far tornare da sé la giovane, ma viene scacciato dal bordello. Rossella e Riccardo, dopo altri mesi, da amici diventano quasi una vera coppia. Difatti, si scambiano un intenso bacio, dichiarandosi amore reciproco. Sophie assiste alla scena, e fugge via indispettita e sofferente. Non per il marito, con cui non ha più da condividere nulla, ma perché adesso è davvero sola. La andrei, però, si sottrae al bacio alla fine, dicendo di non voler tradire il marito. Nonostante questa sua fedeltà, lei sa di essere innamorata del Valeri, ma... Giuliano è tornato a casa. Si arrabbia quando scopre di avere una figlia, e immediatamente mostra il suo cambiamento radicale a Rossella. Ora, lui pensa solo al potere. Giuliano, sapute le difficoltà economiche della fabbrica di Pietro, lo istiga a dargliela, facendola diventare una fabbrica di armi, che poi consegnerà all'imperatore africano suo amico, Menelick. Cesare, che sa che Olimpia, con la figlia, la nipotina e il genero, s'è trasferita a palazzo Andrei, è turbato... Sallustio e Sophie divengono molto amici, e così, dopo una serata passata assieme ad una festa per gente ricca, si baciano e fanno l'amore. Rossella litiga per l'ennesima volta col marito, comprendendo sempre più il suo cambiamento, e uscendo spaventata da quei pensieri. Mentre riflette su di sé come madre innanzitutto, ma anche come moglie, figlia ed essere umano, le torna in mente il bacio dato a Riccardo, che le conferma il fatto di essere innamorata di lui.
- Ascolti: Telespettatori 5.153.000 - share 18,70%

## Quarta puntata
Rossella e Iacopo vogliono tirar fuori dal bordello dove è rinchiusa Lucia, ma l'unica che serve è il denaro, che né l'ambiguo Cesare, né il perifdo Giuliano, vogliono consegnare. In più, Cesare si reca al bordello e offre alla giovane dei soldi per rifiutare una volta per tutte il figlio Iacopo e per scomparire così dalle loro vite, fingendo di non amarlo. Ma la ragazza, rifiuta l'offerta, amareggiata. Altro fatto grave è la malattia che colpisce proprio Lucia, la quale presto, se non verrà curata, morirà. Così, Rossella dà al cugino una preziosa collana da dare alla donna proprietaria del bordello "in cambio" di Lucia, ma la signora informa il vecchio Cesare, invece di rispettare i patti. La giovane malata, viene incarcerata con l'accusa di aver rubato quella collana, mentre Iacopo dice apertamente al padre di odiarlo, quando si sta svolgendo il processo della donna che ama, e si unisce ad un gruppo di persone anarchiche per dimenticare il passato. Giuliano, in accordo con Walter, ha ormai il controllo della fabbrica Andrei, divenuta un'azienda di armi. Continua a fare affari coll'imperatore Menelick, ma non ha contato gli operai. Queste3 persone ne hanno abbastanza di lui e delle dure condizioni di lavoro che impone, decidendo così di fare uno sciopero in piazza. Ma Sallustio contatta i carabinieri, pronti a sparare alla folla. Così, un ragazzo viene ucciso, e Rossella, che lo vede spirare sotto i suoi occhi, lo avrà per sempre sulla coscienza. Di nuovo a casa, la donna e Giuliano litigano, e la Andrei ha compreso che il marito è un uomo crudele e spietato. Rossella chiede aiuto a Riccardo per far scarcerare Lucia, e così avviene. La ragazza è portata in casa di Iacopo, ma dopo poco, muore a causa della sua malattia, dopo aver detto addio per sempre al suo amato e alla sua più cara amica. Quando, dopo il funerale, Rossella riferisce a Giuliano la morte della ragazza, e lui offende anche quello che è rimasto di Lucia, la Andrei si arrabbia e gli tira un bicchiere d'acqua in viso, per poi venire schiaffeggiata. In seguito, al termine di una lunga passeggiata sulla spiaggia con Riccardo, Rossella gli promette amore eterno, e anche lui si dichiara definitivamente. Comincia pure a seguire le sue lezioni di anatomia e medicina. Sophie, che sa dell'amore tra il marito e Rossella, lo dice a Giuliano, di cui è l'amante nonostante sappia di essere solo un divertimento per lui. Sallustio, furibondo, torna a casa e picchia la moglie a sangue. Rossella sta male, ed Elvira, la balia del palazzo, la aiuta.
- Ascolti: Telespettatori 5.504.000 - share 20,16%

## Quinta puntata
Riccardo va in visita a Rossella e la trova sfregiata in volto e sofferente. Le propone di fuggire insieme e Rossella accetta, nonostante entrambi siamo consapevoli dei pericoli che ne conseguiranno. Rossella, Angelica e Riccardo scappano e Sallustio, per vendicarsi, denuncia la moglie per sottrazione di minore ed abbandono del tetto coniugale a Cesare e si reca poi da Sophie, la sua amante. La donna ha capito il nascondiglio dei tre e lo svela a Giuliano, che nuovamente contatta i carabinieri. Sorpresi dalle guardie, la Andrei viene arrestata, la bambina portata via e Riccardo viene ferito. Rossella è ormai in carcere e Angelica è affidata al padre, affidata a sua volta a Paolina da Giuliano. Paolina si convince che le farà da madre per qualche tempo, volendo ad ogni costo sostituirsi alla sorella. Giuliano e Walter hanno finito di convertire l'azienda Andrei in una fabbrica di armi, fanno affari col governo (e non più con l'imperatore africano) e Sallustio ha persino acquistato il Corriere di Genova, il più importante giornale della città.
Ha inizio il processo di Rossella. Cesare, dopo aver sentito sia la nipote che Riccardo, fa condannare Rossella. Olimpia, che è certa che l'ex cognato voglia solo vendicarsi di lei, lo prega di far liberare la figlia, ma non sa, che andando da lui, è andata incontro alla morte. L'uomo, dopo essersi sentito rifiutare le proposte che già vent'anni prima le aveva fatto, la uccide. Il tutto, davanti agli occhi di Ruggero, il suo fedele servo, che lo aiuta a disfarsi del corpo della povera donna, che viene ritrovato giù da una scogliera, e archiviato come suicidio. Ma Rossella non crede a questa ipotesi, mentre Ruggero, è ora il padrone, e Cesare, il servo, perché il giovane potrebbe incastrarlo... Nel frattempo, si continua il processo ai danni di Rossella, che viene definitivamente condannata a quattro anni di reclusione in un antico monastero abitato solo da suore. Così, tra i pianti delle persone che l'amano, viene portata via. Al monastero le danno degli "stracci" come vestiti, le tagliano i capelli, per poi lasciarla disperare da sola, nella sua stanza.
- Ascolti: Telespettatori 5.985.000 - share 20,70%

## Sesta puntata
Rossella è nella sua prigione, un monastero. Lì, dovrà scontare altri tre anni, oltre a quello che sta già vivendo... Un giorno, è l'adorato cugino, Iacopo, a farle visita, dnaadola, attraverso un ingegnoso stratagemma, un cannocchiale, e annotandole su di un libro gli orari in cui potrà vedere, grazie a quel cannocchiale, il suo amore, Riccardo. Così succede, e rivederlo ogni giorno, se pur da lontano, è una consolazione. Piano piano, Cesare viene preso dai sensi di colpa per l'omicidio commesso, in più Ruggero, suo servo, glielo ricorda sempre. Giuliano, che sa che la moglie e Valeri si vedono puntualmente, per non opporsi alla domanda di grazia per Rossella, fa un accordo con Riccardo. L'uomo dovrà allontanarsi per sempre da Genova, e dalle loro vite. Così, il conte parte per Parigi, dove ritrova Sophie, la sua ex moglie. Dopo poco tempo, la aiuta a... partorire! La donna aveva sempre tenuta nascosta la sua gravidanza, ma anche dopo la nascita del suo bebè, un maschietto che decide di chiamare Federico, non svela al medico ed ex marito chi sia il padre biologico del figlio, alludendo a lui come un uomo crudele e senza cuore. Naturalmente, il padre del piccolo è Giuliano. Rossella ha così la grazia, ed esce dal monastero. Immediatamente, si reca dalla figlia, che però ha paura di lei. Capisce, dopo poco, che Paolina, sua sorella, a cui Angelica era stata affidata, l'ha plagiata. Dopo aver scoperto che Riccardo è in Francia, a Parigi, è sicura di essere stata abbandonata dall'uomo che ama. Parte per la capitale francese poco dopo, ma quando rivede Valeri, lui la informa del patto segreto con Sallustio, e i due scelgono di vivere liberamente il loro amore! Ormai Giuliano è rovinato. Le truppe di Menelick, con cui lui aveva a suo tempo litigato, hanno sconfitto quelle italiane, distruggendo per sempre anche il suo sogno. La fabbrica di armi non conta più nulla, e quindi non esiste più. Il suo giornale, invece, è pieno di debiti. Lo rivela pure a Sophie, che è tornata in Italia e che rivede l'amato, a cui, infine, svela la paternità. L'uomo, giura che sarà presente al battesimo del piccolo Federico. Ma Angelica si ammala improvvisamente di difterite. Da Parigi, Rossella ritorna a Genova per stare vicino alla figlia, con il padre Pietro, la balia Elvira e Paolina. Nel contempo, appresa la notizia della malattia della bimba, assieme al dottor La Rue, Riccardo prepara un vaccino contro la difterite, che arriva in Liguria giusto in tempo. Angelica, infatti, si salva. Ma Sophie non è felice. Ha dovuto battezzare il figlio senza Giuliano, che voleva stare solo con Angelica. La donna è di nuovo disperata. Sallustio, sorprendentemente, dice alla Andrei che può fare della sua vita quello che vuole, perché lui ne è fuori d'ora in poi. Rossella, gioiosa come non mai, scrive al fidanzato una lettera, in cui parla di tutti i bei avvenimenti che nelle ultime settimane sono accaduti nella sua vita.
- Ascolti: Telespettatori 6.263.000 - share 20,86%

## Settima puntata
Rossella si è finalmente trasferita a Parigi con il suo amore Riccardo e la sua figlioletta Angelica.
La storia tra Giuliano e Sophie diventa sempre più complicata infatti la donna è molto dispiaciuto del fatto che Giuliano non abbia partecipato al battesimo di suo figlio Federico. Ma Giuliano non ci sta a farsi rimproverare e picchia Sophie per farle capire chi è che comanda. Ma Sophie ha ricevuto una lettera molto compromettente per Giuliano: il marchese De Roberti la avvertiva della pericolisità di Giuliano e le diceva che è un uomo senza scrupoli e ha paura per lei e per la sua vita. Sophie quindi è stanca del comportamento di Giuliano e minaccia di denunciarlo per l'omicidio di De Roberti. Ma Giuliano, forse per furbizia, confessa a Sophie di amarla e la donna per amore decide di abbandonare i suoi sogni di vendetta. Ma Giuliano cerca di rubarle la lettera, la donna se ne accorge e lo minaccia con una pistola. Nella colluttazione a morire, però, è proprio Sophie. Nel frattempo Riccardo arriva a casa di Sophie e la donna gli muore tra le braccia, ma intanto Giuliano è già scappato. Riccardo è quindi nei guai: Cesare Andrei lo accusa dell'omicidio di Sophie e lo fa arrestare. L'unico testimone è Vanni, un mendicante. Rossella riceve la notizia e si dispera, la felicità raggiunta si è di nuovo infranta. Ma non demorde e cerca di salvare il suo uomo dal carcere. Scopre quindi che Vanni ha visto tutto e lo convince a confessare. Ma Giuliano ha scoperto le manovre dell'ex moglie e cerca di ucciderla. Rossella sfugge dalle mani di Giuliano e va a raccontare tutto a Cesare: nessuno crede alla testimonianza di Vanni anche perché Giuliano mente sfacciatamente anche di fronte al Procuratore. Però dopo essere stato ricattato da Giuliano, capisce che è lui l'assassino e lo arresta liberando quindi Riccardo. Ma Sallustio, prima di essere arrestato, promette a Rossella che si vendicherà...
Giunti alla fine, Rossella Andrei e Riccardo Valeri vivono felici a Genova con Pietro, Paolina che ah saputo ribellarsi al marito, Walter, che la maltrattava, e con Elvira. Ma Angelica sembra gelosa del fratellino, e ne parla con la madre. La donna porta la bambina su di un piccolo ponte genovese. Spiega, così, alla figlia, che lei sente che Federico è un po' un figlio suo, ma che lei, Angelica, è insostituibile. Alla fine, Rosella ce l'ha fatta, è felice...!
- Ascolti: Telespettatori 6.938.000 - share 24,31%